# Panzergrenadier-Division Brandenburg
La Panzergrenadier-Division Brandenburg était une division d'infanterie mécanisée (en allemand : Panzergrenadier-Division) de l'Armée de terre allemande (la Heer), au sein de la Wehrmacht, pendant la Seconde Guerre mondiale. 

## L'évolution de l'unité "Brandenburg"
Brandebourg était le nom donné à l'unité chargée des opérations spéciales (sabotage et espionnage derrière les lignes ennemis) de l'Abwehr pendant la Seconde Guerre mondiale. Au début de la guerre, l'Abwehr possède juste une petite unité, la "Deutsche Kompanie".
Le 25 octobre 1939, elle change de nom pour Bau-Lehr-Kompanie 800. Le 10 janvier 1940, l'unité est élargie en un bataillon et change de nom pour Bau-Lehr Btl. z.b.V. 800.
Le 20 novembre 1942, le régiment change de nom Sonderverband Brandenburg.
En avril 1943, les unités "Brandenburg" perdent leur statut d'unité chargée des opérations spéciales et les 5 Verbände (501 à 505) du Sonderverband Brandenburg deviennent des régiments (Rgt. 1 à 4 Brandenburg ; Lehr-Rgt. 5 Brandenburg) et l'unité change de nom de Division Brandenburg.
En septembre 1944, en Croatie, la Division Brandenburg change de nom pour Panzergrenadier-Division Brandenburg.
En mars 1945, les débris de la division intègrent la Ersatz Brigade Grossdeutschland.

## Composition
Composition de la Panzergrenadier-Division Brandenburg en septembre 1944 : 
- Jäger Regiment 1 "Brandenburg"  (Régiment de chasseur à pied)
- Jäger Regiment 2 "Brandenburg"
- Panzer Aufklärungs Abteilung "Brandenburg"  (Groupe de reconnaissance)
- Panzer Regiment "Brandenburg"
- Panzerjäger Abteilung "Brandenburg" (Groupe de chasseurs de chars)
- Artillerie Regiment "Brandenburg"
- Panzer Pionier Bataillon "Brandenburg" (Génie d'assaut)
- Flak Artillerie Abteilung "Brandenburg"  (Groupe de Flak)

## Théâtres d'opérations[2]
L'histoire de la division Brandenburg avant mai 1943 est à rechercher.

- Opérations anti-partisans en Croatie (Küstenjäger-Abteilung (bataillon de chasseurs côtiers) 
  - Opération Delphin
  - Opération Kugelblitz
  - Opération Schneesturm
- 20 novembre 1943 : Operations menées en Provence dans le secteur du Château de Javon  contre le Maquis Ventoux.
- Septembre -Décembre 1944 : la Panzergrenadier-Division Brandenburg se rassemble en Croatie et passe sous les ordres de la 2e Panzerarmee de la 68e Armeekorps. Le 13 Octobre 1944, le deuxième régiment reçoit une citation dans le bulletin d'informations quotiden de la Wehrmacht pour son activité "à l'Est de la Serbie".
- Janvier 1945 : La division participe aux violents combats qui font suite à la percée de l'Armée rouge sur la Vistule.
- Mars 1945 : Les survivants intègrent la Ersatz Brigade Grossdeutschland
- Mai 1945 : Les éléments rescapés sont capturés par l'Armée rouge.